# ATS・HGS1
ATS・HGS1は、ATSチームが1981年のF1世界選手権用に製作したフォーミュラ1カー。デザイナーはハーベ・ギルピンとティム・ワドロップ。資料によっては次作のD5と同一と見なされる。

## 概要
HGS1は第5戦のベルギーグランプリから投入された。形状はD4に比べて曲線的となり、名称もHS1以来チームオーナーのギュンター・シュミットの頭文字が入れられた。スポンサーは特にないが、ドライバーのスリム・ボルグッドがABBAのバックバンドでドラマーを務めていたつながりから、サイドポッドにABBAのロゴがペイントされた。これにはスポンサー料は支払われなかったが、第11戦からは機械メーカーのシュタインボックがスポンサーとなった。
81年はヤン・ラマースとボルグッドの2台体制でシーズンに臨んだものの、チームは第5戦以降ボルグッド1台体制に縮小して戦った。第9戦イギリスでようやく予選を通過、決勝でも6位に入賞してポイントを獲得した。その後も下位での予選通過を繰り返したが、完走は第12戦オランダでの10位と、シーズンでの完走は2回のみであり、シーズン獲得ポイントは1、ランキングは12位となった。
HGS1は2台が製作され、いずれもD5に改修されて翌年使用された。

## F1における全成績
(key) （太字はポールポジション）
| 年     | チーム    | エンジン                      | タイヤ | ドライバー         | 1   | 2   | 3   | 4   | 5   | 6   | 7   | 8   | 9   | 10  | 11  | 12  | 13  | 14  | 15  | ポイント | 順位 |
| ------ | --------- | ----------------------------- | ------ | ------------------ | --- | --- | --- | --- | --- | --- | --- | --- | --- | --- | --- | --- | --- | --- | --- | -------- | ---- |
| 1981年 | チームATS | フォード-コスワース DFV V8 NA | M A    |                    | USW | BRA | ARG | SMR | BEL | MON | ESP | FRA | GBR | GER | AUT | NED | ITA | CAN | CPL | 1        | 13位 |
| 1981年 | チームATS | フォード-コスワース DFV V8 NA | M A    | スリム・ボルグッド |     |     |     |     | DNQ |     | DNQ | DNQ | 6   | Ret | Ret | 10  | Ret | Ret | DNQ | 1        | 13位 |
| 1981年 | チームATS | フォード-コスワース DFV V8 NA | M A    | ヤン・ラマース     |     |     |     | DNQ |     |     |     |     |     |     |     |     |     |     |     | 1        | 13位 |

- 第8戦よりエイヴォン製タイヤに変更。